# Tenino (Washington)
Tenino es una ciudad ubicada en el condado de Thurston en el estado estadounidense de Washington. En el año 2000 tenía una población de 1.447 habitantes y una densidad poblacional de 664,2 personas por km².

## Geografía
Tenino se encuentra ubicada en las coordenadas 46°51′24″N 122°51′1″O / 46.85667, -122.85028.

## Demografía
Según la Oficina del Censo en 2000 los ingresos medios por hogar en la localidad eran de $34.526, y los ingresos medios por familia eran $41.208. Los hombres tenían unos ingresos medios de $31.058 frente a los $25.972 para las mujeres. La renta per cápita para la localidad era de $18.244. Alrededor del 9,1% de la población estaban por debajo del umbral de pobreza.